# Kováčová (district de Zvolen)
Pour les articles homonymes, voir Kováčová.
Kováčová (allemand : Kowatschau, hongrois : Kovácsfalva) est un village de Slovaquie situé dans la région de Banská Bystrica.

## Histoire
La première mention écrite du village date de 1254.

## Démographie

### Évolution de la population
| Année:               | 1994. | 2004.   | 2014.   | 2024.    |
| -------------------- | ----- | ------- | ------- | -------- |
| Nombre de personnes: | 1381  | 1439    | 1488    | 1695     |
| Différence:          |       | +4,19 % | +3,40 % | +13,91 % |

| Année:               | 2023. | 2024.   |
| -------------------- | ----- | ------- |
| Nombre de personnes: | 1648  | 1695    |
| Différence:          |       | +2,85 % |